# Gérard Souzay
Gérard Souzay, nato Gérard Marcel Tisserand (Angers, 8 dicembre 1918 – Antibes, 17 agosto 2004), è stato un baritono francese, interprete raffinato di liriche da camera francesi, degno erede di Charles Panzéra e Pierre Bernac.

## Biografia
Adottò il nome d'arte di Gérard Souzay mutuandolo dal nome di un villaggio sulle rive del fiume Loira. Nato da una famiglia di musicisti, i suoi genitori si conobbero ad una delle prime rappresentazioni dell'opera Pelléas et Mélisande nel 1902, nella quale la madre e due suoi fratelli erano cantanti e sua sorella maggiore il soprano Geneviève Touraine, che cantò nella prima dell'opera di Poulenc, Fiançailles pour rire nel 1942. Dopo aver frequentato la scuola al Collège Rabelais di Chinon, passò alla Sorbonne di Parigi per studiare filosofia, dove incontrò il cantante Pierre Bernac, che lo incoraggiò a studiare canto.
Souzay entrò al Conservatoire de Paris nel 1940, studiando con Claire Croiza e Vanni Marcoux. Iniziò a studiare da tenore ma nel 1943, a seguito di un consiglio del cantante d'opera Henri Etcheverry, passò allo studio da baritono. Si diplomò nel 1945 con due primi premi, il Prix de chant ed il Prix de vocalise. Mentre era al conservatorio, iniziò anche a comporre e nel 1942, tre sue composizioni su testi di Paul Valéry vennero cantate in concerto da Pierre Bernac. Decise allora di studiare con Bernac, anche se poi espresse delle riserve sul metodo di questi sulla pronuncia. Non si accontentò dello studio sulle romanze francesi e affrontò anche l'impegnativo studio del Lied tedesco con Lotte Lehmann.
Gérard Souzay iniziò la carriera nel 1945 con recital e concerti, compresa l'esecuzione del Requiem di Fauré, nel centenario del compositore alla Royal Albert Hall a Londra. Si affermò subito a livello internazionale, non soltanto per il repertorio francese, ma anche per quello tedesco, specialmente i lieder di Schubert e Schumann. La sua prima accompagnatrice al pianoforte fu Jacqueline Bonneau (sua collega di studi al conservatorio di Parigi), ma a causa della sua riluttanza a viaggiare, iniziò, dal 1954, una lunga collaborazione con il pianista statunitense Dalton Baldwin, che andrà avanti per il resto della sua carriera.
La sua grande versatilità nelle lingue gli consentì di cantare in tredici lingue diverse, compreso ebraico, portoghese e russo. Cantò anche musica contemporanea eseguendo La dans des morts di Honegger e la prima mondiale del Canticum sacrum di Stravinsky. Il compositore Jacques Leguerney (1906-1997) scrisse diverse canzoni per Souzay e sua sorella.
La sua carriera di cantante lirico ebbe inizio nel 1947 ne Il matrimonio segreto di Cimarosa ale Festival di Aix-en-Provence, ma soltanto verso la fine degli anni cinquanta iniziò a cantare sistematicamente l'opera. Il suo repertorio comprendeva l'Orfeo di Monteverdi, Don Giovanni e Almaviva in Don Giovanni e Le nozze di Figaro di Mozart, Lescaut in Manon di Massenet e Méphistophélès ne La dannazione di Faust di Berlioz. Fra i ruoli di maggior successo vi fu certamente quello di Golaud in Pelléas et Mélisande di Debussy.
Nel 1956 canta nella prima esecuzione assoluta nella Basilica di San Marco di Venezia di "Canticum sacrum ad honorem Sancti Marci nominis" di Igor' Fëdorovič Stravinskij diretto dal compositore per il Teatro La Fenice.
A Salisburgo nel 1959 canta Ich will den Kreuzstab gerne tragen di Bach con i Wiener Philharmoniker, nel 1961 la Messa in Si minore con Leontyne Price, Christa Ludwig, Nicolai Gedda e Walter Berry diretto da Herbert von Karajan e tiene dei recital nel 1962, 1963 e 1968.
Nel 1962 è Golaud nella ripresa eccezionale nel Théâtre National de l'Opéra-Comique di Parigi di "Pelléas et Mélisande".
Nel 1965 è il Conte Almaviva ne Le nozze di Figaro con Teresa Stratas al Metropolitan Opera House di New York ed al Glyndebourne Festival Opera con Montserrat Caballé e la London Philharmonic Orchestra e Don Giovanni (opera) al Wiener Staatsoper con Wilma Lipp, Wladimiro Ganzarolli e Graziella Sciutti.
Nel 1966 è Golaud nella ripresa nel Teatro Comunale di Firenze di "Pelléas et Mélisande" diretto da Charles Münch.
Al Grand Théâtre di Ginevra nel 1969 è Golaud in Pelléas et Mélisande (opera).
Dopo gli anni sessanta, rallentò molto l'attività operistica continuando la carriera di cantante di recital e concerti, ritirandosi poi definitivamente alla fine degli anni ottanta. Da allora si è dedicato all'insegnamento negli Stati Uniti in Europa e in Giappone.
Nel 1975 tiene un recital con musiche di Maurice Ravel al Teatro alla Scala di Milano.
Fu anche un pittore astrattista, e nel 1983 pubblicò il libro Sur mon chemin: pensées et dessins nel quale una serie di suoi dipinti era accompagnata da commenti sull'arte e la vita. Morì nella sua casa ad Antibes, nel sud della Francia, il 17 agosto 2004.

## Registrazioni
Le prime registrazioni di Gérard Souzay risalgono al 1944, e vennero eseguite con i soprano Germaine Lubin e Geneviève Touraine; (questi erano gli unici suoi duetti, ad eccezione di alcuni molto posteriori con Elly Ameling). Fece delle altre incisioni negli anno '40 con la piccola casa discografica Boîte à Musique, e poi firmò un contratto con la britannica Decca. Successivamente registrò anche per Philips e EMI. Una discografia completa delle sue registrazioni comprende oltre 750 titoli.  Partecipò alla registrazione completa delle canzoni di Fauré e Poulenc ed in tre occasioni vinse il prestigioso Grand Prix du Disque, compreso uno per le registrazioni delle canzoni di Ravel.
Verso la fine della sua carriera, disse di disconoscere le sue prime registrazioni e vietò la trasmissione via radio, preferendo le ultime versioni degli stessi lavori.

## Reputazione
Quando Gérard Souzay morì, le sue incisioni erano state dimenticate da pubblico e nuovi cantanti, ma i necrologi sulla stampa riconobbero i suoi importanti contributi al canto del XX secolo. Il The Daily Telegraph scrisse che egli "rivaleggiò con Dietrich Fischer-Dieskau per il titolo di grande baritono lirico della sua epoca."
The New York Times descrisse la sua voce come "non enorme, ma ricca di tono e colore, flessibile,  sensuale ed amabile."

## Discografia parziale
- Debussy, Mélodies - Souzay/Baldwin, 1962 Deutsche Grammophon
- Fauré, Requiem/Pelléas et Mélisande/Masques et Bergamasques - Suzanne Danco/Gérard Souzay/L'Orchestre de la Suisse Romande/Ernest Ansermet, 2013 Decca
- Souzay Vol. 3 - Gérard Souzay, M.A.T.
- Singer Portrait - Gérard Souzay - Gérard Souzay/L'Orchestre de la Société des Concerts du Conservatoire de Paris/Robert Cornman/Jacqueline Bonneau/Norman Franklin, The Art Of Singing